# Termopolium

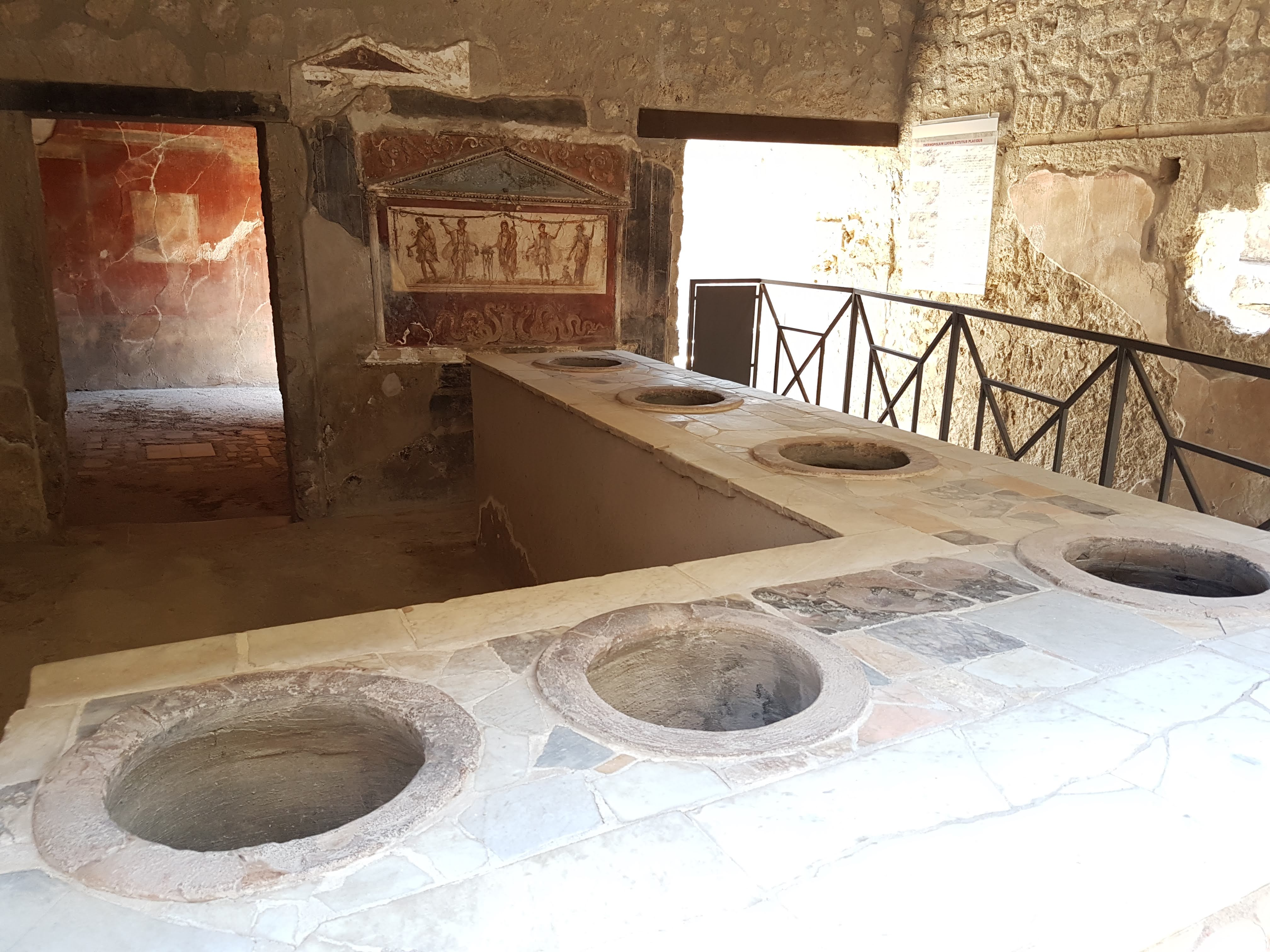
Wnętrze termopolium Luciusa Vetutiusa Placidusa w Pompejach

Termopolium (łac. thermopolium, lm thermopolia, z gr. θερμοπώλιον thermopōlion) – rzymska garkuchnia, tania jadłodajnia uliczna, serwująca szybkie przekąski i proste posiłki w postaci dań gorących i różnych napojów; rodzaj ówczesnego baru szybkiej obsługi.
Nazwa ta dosłownie oznaczała „miejsce, gdzie sprzedaje się coś gorącego” (gr. θερμός thermòs ― ciepły i πωλέω pōlèō – sprzedaję). Te przybytki taniej gastronomii miejskiej, zwykle mieszczące się na parterze murowanych insuli, były niewielkimi pomieszczeniami oddzielonymi od reszty budynku, lecz dostępnymi wprost z ulicy. Ich najważniejszą część stanowiły kamienne lady w kształcie litery L, przy których wydawano gorące bądź zimne potrawy z osadzonych tam dużych terakotowych, beczkowatych naczyń zasobowych (dolia). Do posiłków podawano również napoje – poza odświeżającymi (chłodnymi), najczęściej grzane wino zaprawiane korzeniami (calida).
Podobnie jak inne obiekty gastronomii, termopolia pozostawały pod nadzorem edyla i zapewniały obsługę całodobową. Z miejsc tych korzystali najczęściej niewolnicy i osoby z warstw niższych, nie posiadające w domu własnej kuchni, oraz przygodni klienci pragnący w ciągu dnia doraźnie skorzystać z ciepłego posiłku. Jako podrzędny rodzaj lokali gastronomicznych termopolia nie miały u współczesnych dobrej opinii, co pozostawiło ślad nie tylko w epitetach u autorów starożytnych (Horacy, Cyceron, Wergiliusz), ale też w komediach Plauta i zarządzeniach niektórych cesarzy (Kaligula, Klaudiusz).

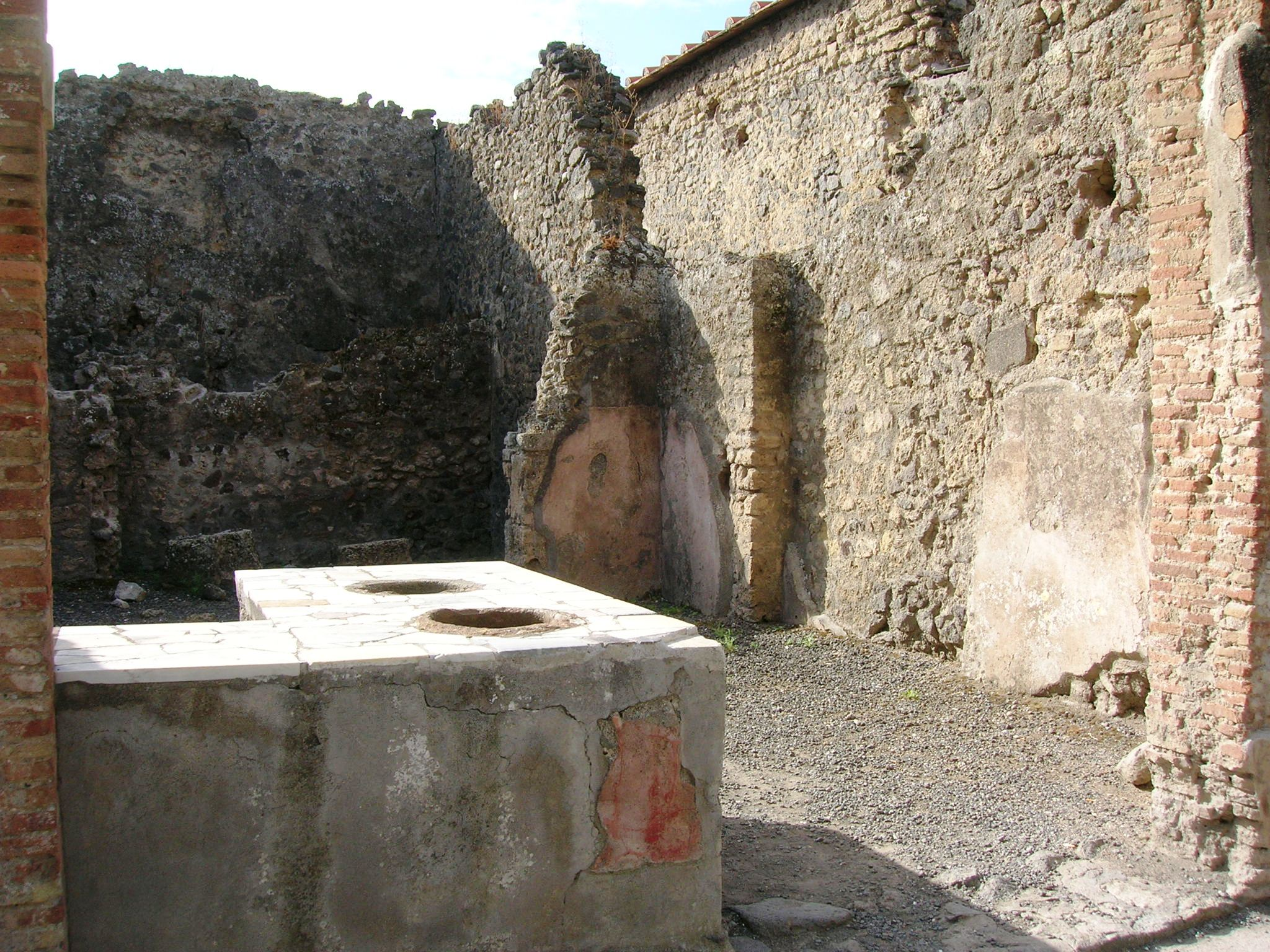
Widok pompejańskiego termopolium od zewnątrz

Wśród ówczesnych miejsc gastronomii publicznej termopolia znacząco różniły się od stojących na wyższym poziomie tabern (taberna) będących odpowiednikiem dzisiejszych restauracji, lecz także od gospód (caupona), zajazdów (hospitium) czy serwujących głównie wino szynków (popina) lub podrzędnych knajp (stabulum). W prostszych podawano na stałe jedynie niektóre rodzaje posiłków (drób, ryby, soczewicę, sery, wypieki), inne służyły ich większym wyborem. Okazalsze miały wnętrza części jadalnej dekorowane freskami, często przedstawiającymi rodzaje dostępnego tam pożywienia. Zwracający uwagę fresk z odpowiednim napisem (nazwą lub imieniem właściciela) umieszczany też był na zewnątrz przy otworze wejściowym. Ujemną cechą termopoliów był brak wygodnych miejsc konsumpcji dla klientów zasiadających na zwykłych stołkach (taboretach) zamiast zwyczajowo na leżankach (lecti). Mimo to spełniały też rolę miejsc spotkań towarzyskich, choć przyciągały i podejrzany element. Także dlatego, że na ich zapleczu nierzadko ukrywano hazardową salę gry, gdzie przez cały rok (nie tylko w Saturnalia) można było dokonywać zakładów i grać w kości. Ponadto żeńska obsługa nie stroniła od przygodnego świadczenia usług seksualnych, do czego służyły niewielkie pomieszczenia na piętrze lub półpiętrze.    
Pozostałości licznych termopoliów zachowały się w odsłoniętych ruinach Pompejów, Herkulanum i Ostii. 89 termopoliów stwierdzono na odsłoniętym dotąd obszarze Pompejów.    